# Сериозна игра
Сериозна игра е общо название за игра, която е създадена с цел, различна от забавление. Терминът произлиза от сферата на компютърните образователни игри, но с времето се развива и покрива много широк спектър от приложения с игрови елемент. Все по-често той се използва и в контекст, несвързан с информационните технологии. Често сериозните игри се разглеждат заедно със симулациите.
Примери за сериозни игри могат да бъдат образователни, военни, диагностични и рекламни.
Сериозните игри са широко разпространени в определени области на обучение, където практическото обучение в реални условия е свързано с рискове – армия, медицинско обучение, управление на комплексни машини.